# Jasminka Guber
Jasminka Guber (ur. 10 sierpnia 1985) – bośniacka lekkoatletka specjalizująca się w biegach średniodystansowych, uczestniczka igrzysk olimpijskich w Atenach. 

## Igrzyska olimpijskie
Wzięła udział w biegu na 1500 metrów podczas igrzysk w 2004 roku. W eliminacjach zajęła 14. miejsce, uzyskując czas 4:35,31. Rezultat ten nie dał jej awansu do kolejnego etapu rywalizacji. 